# Charles-François des Montiers de Mérinville
Charles-François des Montiers de Mérinville (París, 2 de febrero de 1682 - Chartres, 10 de mayo de 1746) fue un sacerdote católico francés, obispo de Chartres desde 1709 hasta su muerte.

## Biografía
Charles-François des Montiers de Mérinville nació en París el 2 de febrero de 1682. Sus padres fueron Charles Monstiers, conde de Mérinville y Rieux y gobernador de Narbona, y Marguerite de Grave. Siguiendo los pasos de su tío Paul Godet des Marais, quien también había sido obispo de Chartre, decidió hacer la carrera eclesiástica. Una de sus hermanas, Denise-Françoise, llegó a ser abadesa de la abadía de Nuestra Señora del Agua en Ver-lès-Chartres.
Montiers se doctoró en teología en la Universidad de París. Durante el episcopado de su tío Paul Godet des Marais, fue nombrado archidiácono de Pincerais en la diócesis de Chartres, vicario general y abad de las abadías de Saint-Calais y de Nuestra Señora de Igny. El papa Clemente XI le nombró obispo coadyutor de Chartres el 26 de abril de 1709 y el 26 de septiembre del mismo año, le nombró obispo, cargo que ocupó por más de 35 años hasta su muerte. Fue consagrado obispo el 18 de mayo de 1710, de manos del cardenal Louis-Antoine de Noailles, arzobispo de París.
Durante su episcopado, Montiers construyó el seminario de Beaulieu  y el Saint-Charles. También apoyó el nacimiento de nuevos institutos de vida consagrada, tales como las Dominicas de la Presentación de la Santísima Virgen, a quienes concedió la aprobación pontificia en 1738. El obispo murió el 10 de mayo de 1746 y fue sepultado en la catedral de Nuestra Señora de la Asunción de Chartres.